# تیم ملی هندبال کویت
تیم ملی هندبال کویت نمایندهٔ کشور کویت در مسابقات بین‌المللی ورزش هندبال است.